# Bernhard Gunther
Pour les articles homonymes, voir Gunther.
Bernhard « Bernie » Gunther est le héros d'une série de romans de l'écrivain écossais Philip Kerr. L'action se déroule essentiellement en Allemagne sous le Troisième Reich ou durant l'après-guerre. Bernie Gunther est un ancien policier, contraint à la démission par l'arrivée au pouvoir des nazis, qui mène une carrière de détective. Son talent d'enquêteur intéresse cependant les nazis, qui l'obligent à travailler pour le régime, ce qui le conduit à approcher des individus aussi dangereux que Heydrich ou Goebbels et à porter l'uniforme de la SS. Cette appartenance contrainte à un appareil d'État qu'il exècre lui vaudra de nombreux déboires après la Seconde Guerre mondiale.

## Biographie fictive
Bernie Gunther est né le 23 mai 1896 à Berlin.
Il passe son abitur puis s'engage volontairement dans l'armée pour participer à la guerre de 1914-1918. L'expérience du front, notamment l'offensive d'Amiens de 1918, le marque durablement et contribue à faire de lui un être cynique et désabusé. Il a également servi en Turquie (Empire Ottoman à l'époque) où il a gagné la croix de fer de 2e classe.
Durant l'entre-deux-guerres, Bernie est d'abord policier en uniforme puis comme inspecteur de la Kripo de Berlin, d'abord aux mœurs puis à la commission criminelle à partir de 1928. Il travaille sous les ordres de Bernhard Weiss, policier de haut niveau dont il respecte les opinions libérales. Weiss sera évincé plus tard par les nazis, en raison de ses opinions politiques et de ses origines juives, ce que regrettera toujours Bernie. Il collabore avec Ernst Gennat, inspecteur à la kripo et l'un des plus célèbres criminalistes de son temps. Bernie se révèle très capable, et obtient même une certaine notoriété pour avoir arrêté un tueur surnommé Gormann l'Étrangleur.
L'accession des nazis au pouvoir en janvier 1933 le pousse à démissionner en raison de son attachement à la République de Weimar. Il travaille alors brièvement comme responsable de la sécurité à l'hôtel Adlon avec le souhait affiché de devenir indépendant dès qu'il en aura les moyens financiers.
En 1936, ayant pu monter son agence de détective privé grâce à un don conséquent de son ancienne maîtresse américaine Noreen Charalambides, Bernhard Gunther est embauché par un riche industriel afin de retrouver un collier disparu au cours d'un double meurtre.
Il est ensuite envoyé brièvement en Palestine mandataire afin d'espionner un certain Adolf Eichmann ainsi que son chef, Herbert Hagen, lesquels ont été mandatés par le SD pour étudier la possibilité d'une émigration massive des Juifs allemands vers cette contrée. Ses contacts sur place lui permettront de lier connaissance avec des membres de la future Haganah.
En 1938, à la suite de l'assassinat de son ami et associé, il réintègre temporairement la Kripo avec le grade de commissaire, sous la pression de Reinhard Heydrich, afin d'élucider des meurtres en série destinés à justifier la Nuit de Cristal. En avril 1939 Heydrich lui confie une mission délicate : enquêter sur un meurtre qui vient de se dérouler sur la terrasse de la résidence d'Hitler à Berchtesgaden. Son séjour en Bavière lui permet de découvrir les arcanes du pouvoir nazi dans sa capitale bavaroise sous l'autorité de Martin Bormann.
Lorsque la guerre éclate, la Kripo est absorbée par la SS,, et Bernie Gunther, trop âgé pour être combattant, est incorporé dans un bataillon de police, avec le grade de capitaine. Ses anciens états de service lui valent d'être envoyé en France occupée pour retrouver un militant communiste recherché par les nazis, ainsi qu'à Prague, sur ordre direct de Heydrich, pour élucider le meurtre de l'un de ses aides de camp.
Il est ensuite incorporé dans l'Einsatzgruppe B, où il retrouve son ancien supérieur à la Kripo, Arthur Nebe. Assistant à de nombreux assassinats de Juifs, il demande à quitter le bataillon. L'amitié de Nebe lui permet d'être détaché auprès du Bureau des crimes de guerre de la Wehrmacht. C'est à ce titre qu'il enquête sur le massacre de Katyń.
Bien qu'ouvertement antinazi, Gunther porte l'uniforme de la SS ainsi que le tatouage axillaire qui identifie les membres de cette organisation. Il rejoint en 1943 l’Abwehr et se trouve affecté au groupe d'armée Nord. Installé à Königsberg, dont sa grand-mère est originaire, il y fait la connaissance d'une infirmière qui tombera enceinte, et côtoie Erich Koch. La jeune femme trouvera malheureusement la mort dans le torpillage du Wilhelm Gustloff. En avril 1945, il est fait prisonnier par les Soviétiques. Il passe deux ans dans différents camps, ce qui lui permet de parfaire sa maîtrise du russe. Il tue deux soldats lors de son évasion.
Il retourne à Berlin en 1947, après s'être évadé du camp soviétique où il était détenu. Toutefois, sous la pression d'un colonel du MVD, il est envoyé en mission à Vienne afin d'innocenter un ancien collègue de la Kripo, accusé du meurtre d'un capitaine américain.
Sa situation se gâte peu à peu quand, se révélant incapable de gérer l'hôtel de sa défunte femme, Gunther reprend son activité de détective à partir de 1949. Son enquête le conduit rapidement à rencontrer de « vieux camarades » : d'anciens SS désireux de quitter l'Europe grâce au réseau ODESSA. Victime d'une cabale, Gunther n'a d'autre choix que de fuir à son tour vers l'Argentine. Il retrouve d'ailleurs Eichmann sur le bateau. 
À Buenos Aires, il est doté d'une nouvelle identité — Carlos Hausner — et intégré à la police politique du régime péroniste (SIDE). Son supérieur le charge alors d'enquêter sur le meurtre d'une jeune fille mutilée. Cette affaire lui rappelle sa dernière enquête menée sous la République de Weimar, lorsqu'il recherchait le meurtrier de deux jeunes Allemandes. Prétextant interroger les Allemands établis en Argentine pour établir lesquels sont dignes de recevoir un passeport définitif, synonyme de retour possible vers l'Europe, il apprend que le responsable de la mort des jeunes filles n'est autre que Josef Mengele, devenu l'avorteur attitré des très jeunes maîtresses du chef de l'État argentin. En parallèle, en aidant une jeune femme juive — dont il tombe amoureux — à retrouver son oncle et sa tante disparus, il découvre dans le nord du pays un ancien camp de la mort construit par Hans Kammler.
Il devient alors un témoin gênant pour le gouvernement argentin et fuit le pays en direction de l'Uruguay, puis Cuba. Sur place, il retrouve les protagonistes d'une enquête vieille de vingt ans, ayant eu pour théâtre l'hôtel Adlon : Noreen Charalambides et Max Reles, un escroc américain devenu gérant d'hôtel casino. Reles — très proche de Fulgencio Batista — propose à Gunther d'être son directeur général. Ce dernier assassine le gangster, en mémoire de deux meurtres qu'il avait commis sous les yeux de Bernie deux décennies plus tôt.
Son passé le rattrape une fois encore, et il doit fuir Cuba, en direction d'Haïti. Toutefois, la CIA l'intercepte et le renvoie en Allemagne afin qu'il y soit jugé pour ses activités durant la guerre. Interrogé à la prison de Spandau, Bernie Gunther est forcé de collaborer avec la CIA et les Français afin de localiser, d'espionner et si possible de capturer, un ancien militant communiste devenu chef de la police politique de la RDA, Erich Mielke.
La même année, Mielke lui permet de disparaître une nouvelle fois en lui offrant un faux passeport. Bernie s'installe alors sur la Côte d'Azur et occupe les fonctions de concierge au Grand-Hôtel du Cap-Ferrat. Devenu joueur de bridge, il fait la connaissance de Somerset Maugham, qui fait appel à ses services pour régler une affaire de chantage dont le célèbre écrivain britannique est victime. Gunther comprend rapidement que cette sordide histoire a pour but d'atteindre les services secrets britanniques au travers de la trahison de Guy Burgess et du scandale des Cinq de Cambridge. Bernie rencontre d'ailleurs l'un des cinq traîtres, Anthony Blunt. Cet épisode est pour lui l'occasion d'échanger de nouveau avec Harold Hennig, ancien aide de camp d'Erich Koch à Königsberg. Tous deux sont néanmoins trahis par leur maîtresse Anne French, qui se révèle être un agent de la HVA dont la mission consiste à conforter les espions soviétiques au sein de l'Intelligence Service (IS) en faisant croire à un complot ourdi par Gunther et Hennig pour discréditer le directeur adjoint du MI5. Arrêtés par les Britanniques, les deux anciens nazis sont relâchés après que Gunther a joué dans le jeu d'Anne French et dévoilé deux noms de traîtres anglais supposés qu'il avait entendu en espionnant deux dirigeants du renseignement de Sa Majesté. Gunther abat ensuite Hennig, qui avait forcé l'appareillage du Wilhelm Gustloff à Königsberg et conduit à la mort de l'amour de Bernie.
La Stasi le contacte de nouveau sur la côte d'Azur en octobre 1956. Gunther refuse la mission confiée par Erich Mielke. Il parvient à semer à travers la France les agents est-allemands lancés à ses trousses et retourne clandestinement en Allemagne après de longues années d'absence. Il acquiert une nouvelle identité dans un "centre de blanchiment", une librairie d'occasion de Paderborn alors en secteur britannique, et part pour Munich.
En 1957, Gunther vit à Munich sous la fausse identité de Christof Ganz et travaille comme veilleur de nuit à la morgue de l'hôpital de Schwabing. Reconnu par un policier véreux de Munich, il est obligé de participer à une extorsion de fonds. La rencontre avec Max Merten, un avocat qu'il a connu avant guerre à Berlin, lui permet de trouver un poste d'enquêteur dans la compagnie d'assurance  Munich Re. Il est envoyé par Munich Re à Athènes, afin d'enquêter sur le naufrage d'un bateau (le Doris) appartenant à Siegfried Witzel, un Allemand qui meurt assassiné peu après s’être entretenu avec Ganz/Gunther. Gunther enquête et découvre que le bateau devait être utilisé pour retrouver l'or que les nazis avaient dérobé aux juifs de Salonique en 1943, quand la ville était sous le contrôle de la Wehrmacht et de la SS sous les ordres de Max Merten et Aloïs Brunner. Sa dernière activité connue est un entretien à l'Hôtel Grande-Bretagne avec une responsable du Mossad au sujet de Hans Globke.

## La saga de Bernie Gunther par ordre chronologique
1. 1928 : Metropolis. Lieu principal : Berlin.
2. 1934 (et 1954) : Hôtel Adlon. Lieux principaux : Berlin (et La Havane).
3. 1936 : L'Été de cristal. Lieu principal : Berlin.
4. 1938 : La Pâle Figure. Lieu principal : Berlin.
5. 1939 (et 1956) : Bleu de Prusse. Lieux principaux : Bavière (et Côte d'Azur).
6. 1941 : Prague fatale. Lieux principaux : Berlin, Prague.
7. 1943 (printemps) : Les Ombres de Katyn. Lieux principaux : Berlin, Katyne, Smolensk.
8. 1943 (et 1956) : La Dame de Zagreb. Lieux principaux : Berlin, Zurich, Croatie (et Côte d'Azur).
9. 1947-1948 : Un requiem allemand. Lieux principaux : Berlin et Vienne.
10. 1949 : La Mort, entre autres. Lieux principaux : Dachau, Garmisch-Partenkirchen, Vienne (et Palestine mandataire).
11. 1950 (et 1932) : Une douce flamme. Lieux principaux : Buenos Aires (et Berlin).
12. 1954, 1940, 1946 : Vert-de-gris. Lieux principaux : La Havane, Berlin, Paris, Russie soviétique.
13. 1956 : Les Pièges de l'exil. Lieu principal : Côte d'Azur.
14. 1957 : L'Offrande grecque. Lieux principaux : Munich et Athènes.

## La sérieBernie Guntherpar ordre de parution
1. L'Été de cristal, Masque, coll. « Le Masque » no 2133, 1993 ((en) March Violets, 1989), trad. Gilles Berton  (ISBN 2-7024-2361-2)Se déroule en 1936. Réédition, Le Livre de poche no 13745, 1995 ; réédition dans Philip Kerr vol. 1, Masque, coll. « Intégrale du Masque », 1998 (ISBN 2-7024-2914-9) ; réédition dans une traduction révisée dans La Trilogie berlinoise, Le Livre de poche no 31644, 2010 (ISBN 978-2-253-12843-4)
2. La Pâle Figure, Masque, coll. « Grands formats », 1994 ((en) The Pale Criminal, 1990), trad. Gilles Berton  (ISBN 2-7024-2426-0)Se déroule en 1938. Réédition, Le Livre de poche no 13955, 1996 ; réédition dans Philip Kerr vol. 1, Masque, coll. « Intégrale du Masque », 1998 (ISBN 2-7024-2914-9) ; réédition dans une traduction révisée dans La Trilogie berlinoise, Le Livre de poche no 31644, 2010 (ISBN 978-2-253-12843-4)
3. Un requiem allemand, Masque, coll. « Grands formats », 1995 ((en) A German Requiem, 1991), trad. Gilles Berton  (ISBN 2-7024-2419-8)Se déroule en 1947-1948. Réédition, Le Livre de poche no 14012, 1996 (ISBN 2-253-14012-0) ; réédition dans Philip Kerr vol. 1, Masque, coll. « Intégrale du Masque », 1998 (ISBN 2-7024-2914-9) ; réédition dans une traduction révisée dans La Trilogie berlinoise, Le Livre de poche no 31644, 2010 (ISBN 978-2-253-12843-4)
4. La Mort, entre autres, Masque, 2009 ((en) The One From the Other, 2006), trad. Johan-Frederik Hel Guedj  (ISBN 978-2-7024-3314-0)Se déroule en 1949. Réédition, Le Livre de poche no 32077, 2011 (ISBN 978-2-253-12852-6)
5. Une douce flamme, Masque, 2010 ((en) A Quiet Flame, 2008), trad. Philippe Bonnet  (ISBN 978-2-7024-3433-8)Se déroule en 1950. Réédition, Le Livre de poche no 32433, 2012 (ISBN 978-2-253-16131-8)
6. Hôtel Adlon, Masque, 2012 ((en) If The Dead Rise Not, 2009), trad. Philippe Bonnet  (ISBN 978-2-7024-3494-9)Se déroule en 1934 et 1954. Réédition, Le Livre de poche no 32820, 2013 (ISBN 978-2-253-16727-3)
7. Vert-de-gris, Masque, 2013 ((en) Field Grey, 2010), trad. Philippe Bonnet  (ISBN 978-2-7024-3635-6)Se déroule en 1954. Réédition, Le Livre de poche no 33284, 2014 (ISBN 978-2-253-17592-6)
8. Prague fatale, Masque, 2014 ((en) Prague Fatale, 2011), trad. Philippe Bonnet  (ISBN 978-2-7024-3848-0)Se déroule en 1941. Réédition, Le Livre de poche no 33659, 2015 (ISBN 978-2-253-00041-9)
9. Les Ombres de Katyn, Masque, 2015 ((en) A Man Without Breath, 2013), trad. Philippe Bonnet  (ISBN 978-2-7024-4159-6)Se déroule en 1943. Réédition, Le Livre de poche no 34079, 2016 (ISBN 978-2-253-09522-4)
10. La Dame de Zagreb, Masque, 2016 ((en) The Lady from Zagreb, 2015), trad. Philippe Bonnet  (ISBN 978-2-7024-4557-0)Se déroule en 1943. Réédition, Le Livre de poche no 34383, 2017 (ISBN 978-2-253-08645-1)
11. Les Pièges de l'exil, Seuil, 2017 ((en) The Other Side of Silence, 2016), trad. Philippe Bonnet  (ISBN 978-2-021-33993-2)Se déroule en 1956. Réédition, Points, coll. « Points policier » no P4801, 2018 (ISBN 978-2-7578-7130-0)
12. Bleu de Prusse, Seuil, 2018 ((en) Prussian Blue, 2017), trad. Jean Esch  (ISBN 978-2-021-34074-7)Se déroule en 1939 après un prologue situé en 1956. Réédition, Points, coll. « Points policier » no P4965, 2019 (ISBN 978-2-7578-7549-0)
13. L'Offrande grecque, Seuil, 2019 ((en) Greeks Bearing Gifts, 2018), trad. Jean Esch  (ISBN 978-2-021-34068-6)Se déroule en 1957. Réédition, Points, coll. « Points policier »
14. Metropolis, Seuil, 2020 ((en) Metropolis, 2019), trad. Jean Esch  (ISBN 978-2-021-43967-0)Se déroule en 1928.

### Documentation
- Alain Jean-Robert, « Retour posthume de Bernie Gunther, héros de Philip Kerr », Le Soleil,‎ 28 avril 2018 (lire en ligne).